# Amicorum communia omnia
Amicorum communia omnia - in greco Τὰ τῶν φίλων κοινά - ovvero Tra gli amici tutto è in comune, è un antico proverbio. Con esso, Erasmo inaugurò la sua raccolta di Adagia che, pubblicata per la prima volta a Parigi nel 1500, conobbe diversi ampliamenti, fino all'edizione definitiva di Basilea del 1536.
Secondo quanto riferisce Diogene Laerzio, Timeo di Tauromenio attribuì la paternità del detto a Pitagora, per il quale «l'amicizia è uguaglianza. I suoi discepoli ponevano tutti i loro possessi in comune», come conferma Giamblico. Anche Cicerone ebbe presente Timeo scrivendo nel De legibus di «quel famoso detto di Pitagora, τὰ φίλων κοινὰ καί φίλίαν ἰσότητα, cioè i beni tra gli amici sono comuni e l'amicizia è uguaglianza», ripetendo nel De officiis che, «com'è nel proverbio greco, tutto è comune tra gli amici». e Aulo Gellio ricorda che coloro che erano accolti da Pitagora mettevano in comune averi e denaro, «formando un'inseparabile comunità, come fu in quell'antica associazione che nel diritto romano si chiamava ercto non cito», cioè eredità indivisa.
Ancora Diogene Laerzio informa che Diogene il Cinico sosteneva che tutto appartiene ai sapienti, fornendo la seguente argomentazione: «Tutto appartiene agli dèi, gli dèi sono amici dei sapienti e i possessi degli amici sono in comune. Dunque, tutto appartiene ai sapienti». È poi noto come, per Platone, una condizione per la prosperità dello Stato fosse la comunione dei beni: «le migliori leggi sono quelle in cui l'antico detto i beni degli amici sono davvero beni comuni trova la sua più completa realizzazione in tutto lo Stato», mentre lo Stato rovina quando «non si sentono più pronunciare all'unisono parole come mio e non mio». Il proverbio è richiamato anche alla conclusione del Fedro, in una prospettiva teoretica solo apparentemente lontana dalla politica, per condividere la preghiera filosofica pronunciata da Socrate. A questo proposito, Erasmo rileva come la comunione platonica dei beni sia profondamente avversata dai cristiani, benché «quel filosofo pagano non abbia mai detto nulla di più prossimo alle parole di Cristo». Erasmo era pur consapevole della tendenza tipica dei primi cristiani a mettere tutto in comune.
Anche Aristotele cita più volte il proverbio nell'Etica Nicomachea, dichiarandolo corretto, «perché l'amicizia consiste nella comunità», ma non accetta la teoria politica della comunione dei beni di Platone. Nella Politica Aristotele, pur ammettendo che vi possano essere proprietà comuni, scrive che in generale la proprietà deve essere privata e la separazione dei beni può essere un vantaggio, «giacché ciascuno bada a quel che è suo, mentre la virtù farà sì che nell'uso le proprietà degli amici siano comuni, come vuole il proverbio». Plutarco cita invece Teofrasto il quale notava come, «se i beni degli amici sono comuni, ne conviene soprattutto che siano comuni anche gli amici degli amici».
Il detto si trova anche nei poeti. Euripide scrive nell'Oreste che «tutto è infatti comune negli amici», nell'Andromaca che «non c'è davvero nessuna proprietà fra gli amici, tra loro tutto è messo in comune», come comune è il loro dolore, mentre per Terenzio, che certo ha presente Menandro, «è un antico detto che i beni degli amici siano messi in comune tra di loro». In un suo epigramma Marziale, per prendere in giro un certo Candido che citava sempre questo proverbio senza però mai dare nulla agli amici, gli ricorda che «Κοινὰ φίλων haec sunt, haec sunt tua, Candide, κοινά [...] das nihil et dicis, Candide, κοινὰ φίλων?».